# Medal Lilienthala

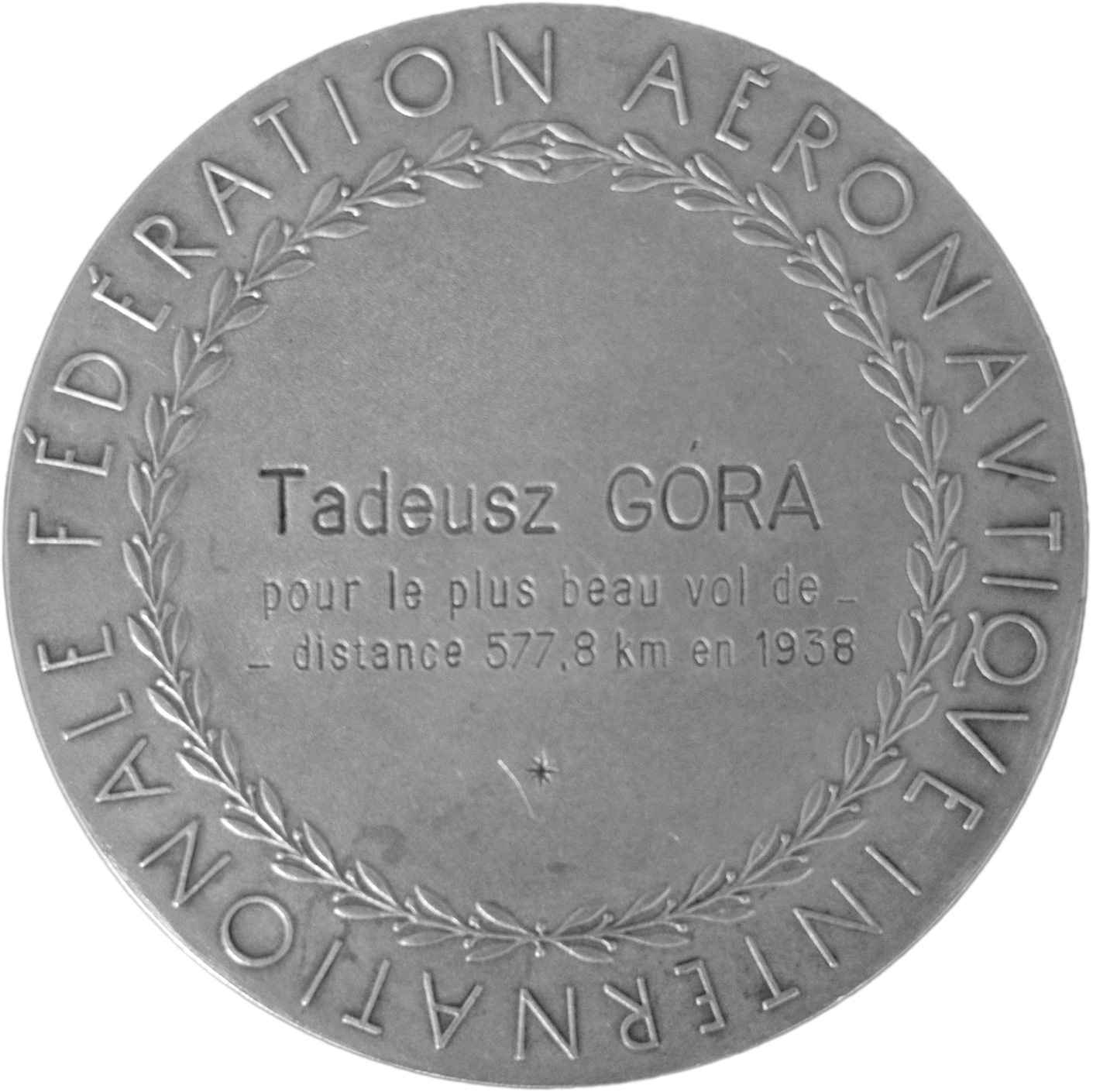
Rewers Medalu Lilienthala

Medal Lilienthala – najwyższe międzynarodowe wyróżnienie szybownicze ustanowione w 1938 roku i przyznawane corocznie przez Międzynarodową Federację Lotniczą (FAI). Medal nosi nazwisko niemieckiego pioniera szybownictwa Otto Lilienthala i został zaprojektowany przez austriackiego artystę Josefa Humplika.
Pierwszym pilotem szybowcowym w historii nagrodzonym tym medalem był Polak, późniejszy gen. brygady Tadeusz Góra. 8 stycznia 1939 przyznał go Międzynarodowy Związek Lotniczy za wykonany 18 maja 1938 roku na szybowcu PWS-101 przelot otwarty na dystansie 577,8 km z Bezmiechowej do Solecznik Małych koło Wilna.
| Rok  | Imię i nazwisko                  | Narodowość        |
| ---- | -------------------------------- | ----------------- |
| 1938 | Tadeusz Góra                     | Polska            |
| 1948 | Lt. Per-Axel Persson             | Szwecja           |
| 1949 | John C. Robinson                 | Stany Zjednoczone |
| 1950 | William S. Ivans                 | Stany Zjednoczone |
| 1951 | Marcelle Choisnet                | Francja           |
| 1952 | Charles Atger                    | Francja           |
| 1953 | Wiktor M. Ilitczenko             | ZSRR              |
| 1954 | Philip Wills                     | Wielka Brytania   |
| 1955 | Dr. Joachim Küttner              | Niemcy            |
| 1956 | Paul MacCready                   | Stany Zjednoczone |
| 1957 | Don Luis Vicente Juez Gomez      | Hiszpania         |
| 1958 | Wolf Hirth                       | Niemcy            |
| 1959 | Richard Schreder                 | Stany Zjednoczone |
| 1960 | Pelagia Majewska                 | Polska            |
| 1961 | Adolph („Pirat”) Gehriger        | Szwajcaria        |
| 1962 | Paul Bikle                       | Stany Zjednoczone |
| 1963 | Heinz Huth                       | Niemcy            |
| 1964 | Alvin H. Parker                  | Stany Zjednoczone |
| 1965 | Edward Makula                    | Polska            |
| 1966 | Anne Burns                       | Wielka Brytania   |
| 1967 | Lennart Ståhlfors                | Szwecja           |
| 1968 | Alejo Williamson                 | Chile             |
| 1969 | Eric Nessler                     | Francja           |
| 1970 | Hans-Werner Grosse               | Niemcy            |
| 1971 | Karl Striedieck                  | Stany Zjednoczone |
| 1972 | Jan Wróblewski                   | Polska            |
| 1973 | Ann Welch                        | Wielka Brytania   |
| 1974 | August Hug                       | Szwajcaria        |
| 1975 | Adela Dankowska                  | Polska            |
| 1976 | Louis de Lange                   | Holandia          |
| 1977 | George B. Moffat Jr.             | Stany Zjednoczone |
| 1978 | Helmut Reichmann                 | Niemcy            |
| 1980 | Hans Wolf                        | Austria           |
| 1981 | George Lee                       | Wielka Brytania   |
| 1982 | Hans Nietlispach                 | Szwajcaria        |
| 1984 | C.E. Wallington                  | Australia         |
| 1985 | Sholto Hamilton 'Dick' Georgeson | Nowa Zelandia     |
| 1986 | Dick Johnson                     | Stany Zjednoczone |
| 1987 | Juhani Horma                     | Finlandia         |
| 1988 | Ingo Renner                      | Australia         |
| 1990 | Fred Weinholtz                   | Niemcy            |
| 1991 | Raymond W. Lynskey               | Nowa Zelandia     |
| 1992 | Franciszek Kępka                 | Polska            |
| 1993 | Bernald S. Smith                 | Stany Zjednoczone |
| 1994 | Terrence Raymond Delore          | Nowa Zelandia     |
| 1995 | Tor Johannessen                  | Norwegia          |
| 1997 | Dr. Manfred Reinhardt            | Niemcy            |
| 1998 | Oran Nicks                       | Stany Zjednoczone |
| 1999 | Hana Zejdova                     | Czechy            |
| 2000 | Klaus Ohlmann                    | Niemcy            |
| 2001 | James M. Payne                   | Stany Zjednoczone |
| 2002 | John Hamish Roake                | Nowa Zelandia     |
| 2003 | Piero Morelli                    | Włochy            |
| 2004 | Janusz Centka                    | Polska            |
| 2005 | Ian Strachan                     | Wielka Brytania   |
| 2006 | Alan Patching                    | Australia         |
| 2007 | Derek Piggott                    | Wielka Brytania   |
| 2008 | Roland Stuck                     | Francja           |
| 2009 | Ross Macintyre                   | Nowa Zelandia     |
| 2010 | Reiner Rose                      | Wielka Brytania   |
| 2011 | Giorgio Galetto                  | Włochy            |
| 2012 | Bob Henderson                    | Nowa Zelandia     |
| 2014 | nie przyznano                    |                   |
| 2015 | Loek Boermans                    | Holandia          |
| 2016 | Rainer Wienzek                   | Niemcy            |
| 2017 | Patrick Pauwels                  | Belgia            |
| 2018 | nie przyznano                    |                   |
| 2019 | Richard (Dick) Bradley           | Południowa Afryka |
| 2020 | Gisela Weinreich                 | Niemcy            |
| 2021 | Eric Mozer                       | Niemcy            |
| 2022 | nie przyznano                    |                   |
| 2023 | Jana Vepřeková                   | Czechy            |
| 2024 | Tadeáš Wala                      | Słowacja          |

## Inne wyróżnienia szybowcowe
- Odznaka Szybowcowa
- Medal Pelagii Majewskiej
- Medal Tańskiego